# Mary M. Talbot
Mary M. Talbot (Wigan, Inglaterra, 1954) es una autora y académica británica de prestigio internacional. Entre sus obras de ficción destaca la novela gráfica Dotter of Her Father's Eyes (traducida al castellano como La niña de sus ojos). En el ámbito de la academia, ha escrito numerosos artículos sobre poder, género y lenguaje, relacionados con los medios de comunicación y la cultura de consumo.

## Trayectoria
Talbot es autora de gran cantidad de artículos muy reconocidos en el campo del análisis del discurso crítico y, desde 2009, es también escritora freelance. Su primera novela gráfica Dotter of Her Father's Eyes fue publicada por Jonathan Cape en 2012 e ilustrada por su marido, el artista y escritor Bryan Talbot. Ese mismo año, ganó el Premio Costa Book a la mejor biografía, siendo ésta la primera vez que una novela gráfica conseguía este galardón.
Talbot es doctora en análisis de discurso crítico por la Universidad de Lancaster en Reino Unido. Después de pasar por varios puestos docentes en Inglaterra, Gales y Dinamarca, en 1997 se convirtió en Profesora de Lengua y Cultura en la Universidad de Sunderland.
Su segunda novela gráfica, Sally Heathcote: Suffragette, cuenta la historia de una empleada doméstica inmersa en la lucha feminista de la Inglaterra eduardiana de principios del siglo XX. Esta obra, publicada en 2014, con ilustraciones de Kate Charlesworth y Bryan Talbot, fue incluida en uno de los listados "top 10" de libros sobre personajes revolucionarios del periódico The Guardian.
Su tercera obra gráfica The Red Virgin and the Vision of the Utopia, publicada en 2016 y que de nuevo cuenta con las ilustraciones de su marido, es una biografía de Louise Michel, una anarquista francesa que jugó un papel fundamental en la Comuna de París.

## Publicaciones
- Talbot, Mary M., con ilustraciones de Bryan Talbot. 2016. The Red Virgin and the Vision of Utopia. Graphic Novel Milwaukie, OR: Dark Horse Comics.
- Talbot, Mary M., con ilustraciones de Kate Charlesworth. 2014. Sally Heathcote: Suffragette. Graphic novel Milwaukie, OR: Dark Horse Comics.
- Talbot, Mary M. y Bryan Talbot. 2012. Dotter of Her Father's Eyes. Graphic novel Milwaukie, OR: Dark Horse Comics.
- Talbot, Mary M. 1998. Language and gender: an introduction. Cambridge, UK: Polity Press.[10][11][12]
- Talbot, Mary M. 1995. Fictions at work: language and social practice in fiction. London: Longman.
- Talbot, Mary M. 1992. The construction of gender in a teenage magazine. Critical language awareness: 174-200.